# João Garcez do Nascimento
João Garcez do Nascimento (Paraná,  – , ?) foi um militar brasileiro, tendo sido o primeiro governador do Território Federal do Iguaçu, nomeado em 6 de janeiro de 1944 pelo presidente da República Getúlio Vargas.

## Biografia
João Garcez do Nascimento foi um militar de carreira. Era uma pessoa próxima a Vargas, exercendo a função de ajudante-de-ordens da presidência da República desde 1930.
Sua graduação aos postos foram as seguintes: ao posto de 1º Tenente, por decreto de 28 de junho de 1923; na Arma de Artilharia, ao posto de major, por decreto de maio de 1941; ao posto de Tenente-coronel, por decreto de 25 de dezembro de 1944. Chegou à patente de coronel, uma vez que comandou 5º Grupo de Artilharia de Campanha Autopropulsada (GAC AP), de 15 de outubro de 1951 a 13 de abril de 1953.
Como governador, sua primeira atitude foi percorrer toda a extensão do território, a fim de elaborar um relatório em que relatava a situação em que se encontrava aquela área, nos mais diferentes aspectos – comércio, fisco, infraestrutura –, bem como as necessidades prementes. Entre os pontos de destaque, estava a riqueza florestal, com suas matas de pinheiro: a atividade madeireira seria a principal fonte de renda da região à época, além da suinocultura e da triticultura.
Garcez também destacou a situação da população local, no que tocava a sua precariedade sanitária e de integração, vivendo em pequenos bolsões de miséria. A malária era um flagelo para os locais.
Ainda no governo Garcez, a capital foi transferida de Foz do Iguaçu para Iguaçu, onde foi iniciada a construção de diversos edifícios, incluindo um hotel público para hospedar uma quantidade crescente de autoridades e outros visitantes.